# James Henry McLean

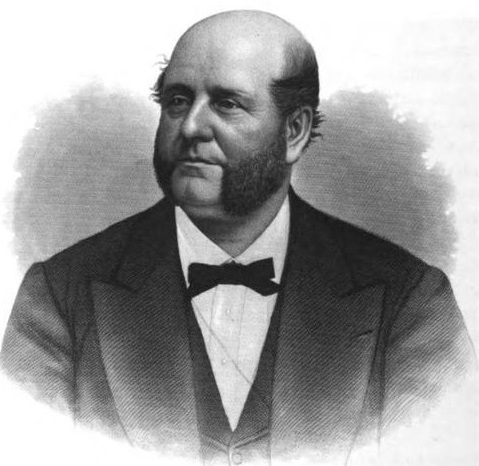
James Henry McLean

James Henry McLean (* 13. August 1829 in Ayrshire, Schottland; † 12. August 1886 in Dansville, New York) war ein US-amerikanischer Politiker. In den Jahren 1882 und 1883 vertrat er den Bundesstaat Missouri im US-Repräsentantenhaus.

## Werdegang
James McLean wurde in Schottland geboren und wuchs in Nova Scotia (Kanada) auf. Im Jahr 1842 ließ er sich in Philadelphia (Pennsylvania) nieder, wo er Angestellter in einer Apotheke war. 1849 zog er zunächst nach St. Louis in Missouri und ein Jahr später nach New Orleans in Louisiana. Dort war er für die Finanzen der López-Expedition nach Kuba zuständig. 1851 kehrte er nach St. Louis zurück. Nach einem Medizinstudium am St. Louis Medical College  und seiner 1863 erfolgten Zulassung als Arzt begann er dort in seinem neuen Beruf zu arbeiten.
Politisch schloss sich McLean der Republikanischen Partei an. Nach dem Tod des Abgeordneten Thomas Allen wurde er bei der fälligen Nachwahl für den zweiten Sitz von Missouri als dessen Nachfolger in das US-Repräsentantenhaus in Washington, D.C. gewählt, wo er am 15. Dezember 1882 sein neues Mandat antrat. Bis zum 3. März 1883 beendete er aber nur die laufende Legislaturperiode. Danach zog er sich wieder aus der Politik zurück. James McLean starb am 12. August 1886 in Dansville (New York) und wurde in St. Louis beigesetzt.